# Bigutar
Bigutar (nepalski: बिगुटार) – gaun wikas samiti we wschodniej części Nepalu w strefie Sagarmatha w dystrykcie Okhaldhunga. Według nepalskiego spisu powszechnego z 2001 roku liczył on 486 gospodarstw domowych i 2181 mieszkańców (1161 kobiet i 1020 mężczyzn).